# Élections cantonales de 1992 dans les Côtes-d'Armor
Les élections cantonales ont eu lieu les 22 et 29 mars 1992.
Lors de ces élections, 26 des 52 cantons des Côtes-d'Armor ont été renouvelés. Elles ont vu la reconduction de la majorité socialiste dirigée par Charles Josselin, président du conseil général depuis 1976.

## Résultats à l’échelle du département
Répartition départementale des résultats (2e tour).
- PCF (7,77 %)
- PS (37,62 %)
- Majorité (1,14 %)
- Verts (1,08 %)
- Régionalistes (1,95 %)
- RPR (2,96 %)
- UDF (17,07 %)
- DVD (30,4 %)

| Étiquette      | Étiquette                          | Premier tour | Premier tour | Second tour | Second tour | Sièges |
| Étiquette      | Étiquette                          | Voix         | %            | Voix        | %           | Sièges |
| -------------- | ---------------------------------- | ------------ | ------------ | ----------- | ----------- | ------ |
|                | Parti socialiste                   | 46 617       | 30,84        | 40 866      | 37,62       | 9      |
|                | Parti communiste français          | 14 037       | 9,29         | 8 444       | 7,77        | 2      |
|                | Majorité présidentielle            | 5 320        | 3,52         | 1 242       | 1,14        | 1      |
|                | Extrême gauche                     | 3 002        | 1,99         |             |             |        |
| Gauche         | Gauche                             | 68 976       | 45,64        | 50 552      | 46,53       | 12     |
|                |                                    |              |              |             |             |        |
|                | Divers droite                      | 27 347       | 18,09        | 33 018      | 30,40       | 7      |
|                | Union pour la démocratie française | 21 379       | 14,14        | 18 544      | 17,07       | 6      |
|                | Rassemblement pour la République   | 10 491       | 6,94         | 3 214       | 2,96        | 1      |
|                | Front national                     | 8 693        | 5,75         |             |             |        |
| Droite         | Droite                             | 67 910       | 44,92        | 54 776      | 50,43       | 14     |
|                |                                    |              |              |             |             |        |
|                | Les Verts                          | 9 286        | 6,14         | 1 172       | 1,08        | 0      |
|                | Génération écologie                | 997          | 0,66         |             |             |        |
| Écologistes    | Écologistes                        | 10 283       | 6,80         | 1 172       | 1,08        | 0      |
|                |                                    |              |              |             |             |        |
|                | Régionalistes                      | 3 993        | 2,64         | 2 115       | 1,95        | 0      |
|                |                                    |              |              |             |             |        |
| Inscrits       | Inscrits                           | 210 193      | 100,00       | 166 011     | 100,00      |        |
| Abstention     | Abstention                         | 51 775       | 24,63        | 50 231      | 30,26       |        |
| Votants        | Votants                            | 158 418      | 75,37        | 115 780     | 69,74       |        |
| Blancs et nuls | Blancs et nuls                     | 7 256        | 4,58         | 7 165       | 6,19        |        |
| Exprimés       | Exprimés                           | 151 162      | 95,42        | 108 615     | 93,81       |        |

## Résultats par canton

### Canton de Bourbriac
| Candidats      | Candidats             | Étiquette      | Premier tour | Premier tour | Second tour | Second tour |
| Candidats      | Candidats             | Étiquette      | Voix         | %            | Voix        | %           |
| -------------- | --------------------- | -------------- | ------------ | ------------ | ----------- | ----------- |
|                | Robert Jan            | DVD            | 1 104        | 39,51        | 1 447       | 49,00       |
|                | Yannick Botrel        | PS             | 1 014        | 36,29        | 1 506       | 51,00       |
|                | Jean-Edmond Coatrieux | PCF            | 420          | 15,03        | Retrait     | Retrait     |
|                | Philippe Cadoret      | REG            | 151          | 5,40         |             |             |
|                | Jean-Yves Le Guyader  | FN             | 105          | 3,76         |             |             |
|                |                       |                |              |              |             |             |
| Inscrits       | Inscrits              | Inscrits       | 3 694        | 100,00       | 3 694       | 100,00      |
| Abstention     | Abstention            | Abstention     | 777          | 21,03        | 659         | 17,84       |
| Votants        | Votants               | Votants        | 2 917        | 78,97        | 3 035       | 82,16       |
| Blancs et nuls | Blancs et nuls        | Blancs et nuls | 123          | 4,22         | 82          | 2,70        |
| Exprimés       | Exprimés              | Exprimés       | 2 794        | 95,78        | 2 953       | 97,30       |

### Canton de Châtelaudren
| Candidats      | Candidats            | Étiquette      | Premier tour | Premier tour | Second tour | Second tour |
| Candidats      | Candidats            | Étiquette      | Voix         | %            | Voix        | %           |
| -------------- | -------------------- | -------------- | ------------ | ------------ | ----------- | ----------- |
|                | Yves Le Coqu *       | DVD            | 1 809        | 43,44        | 1 934       | 100,00      |
|                | Rolland Briand       | PS             | 885          | 21,25        | Retrait     | Retrait     |
|                | René Guilloux        | PS             | 718          | 17,24        | Retrait     | Retrait     |
|                | Jean-Claude Lenay    | Verts          | 309          | 7,42         |             |             |
|                | Gilles Lacroix       | FN             | 183          | 4,39         |             |             |
|                | Marie-Thérèse Samica | PCF            | 153          | 3,67         |             |             |
|                | Jean-Yves Le Guern   | REG            | 107          | 2,57         |             |             |
|                |                      |                |              |              |             |             |
| Inscrits       | Inscrits             | Inscrits       | 5 440        | 100,00       | 5 440       | 100,00      |
| Abstention     | Abstention           | Abstention     | 1 077        | 19,89        | 2 779       | 51,08       |
| Votants        | Votants              | Votants        | 4 363        | 80,29        | 2 661       | 48,92       |
| Blancs et nuls | Blancs et nuls       | Blancs et nuls | 199          | 4,56         | 727         | 27,32       |
| Exprimés       | Exprimés             | Exprimés       | 4 164        | 95,44        | 1 934       | 72,68       |

*sortant

### Canton de La Chèze
| Candidats      | Candidats             | Étiquette      | Premier tour | Premier tour |
| Candidats      | Candidats             | Étiquette      | Voix         | %            |
| -------------- | --------------------- | -------------- | ------------ | ------------ |
|                | Jean-Yves Botherel    | PS             | 2 901        | 53,91        |
|                | Louis Piton           | RPR            | 2 158        | 40,10        |
|                | Jean-Claude Angoujard | FN             | 185          | 3,44         |
|                | Alain Morfouesse      | PCF            | 137          | 2,55         |
|                |                       |                |              |              |
| Inscrits       | Inscrits              | Inscrits       | 6 794        | 100,00       |
| Abstention     | Abstention            | Abstention     | 1 203        | 17,71        |
| Votants        | Votants               | Votants        | 5 591        | 82,29        |
| Blancs et nuls | Blancs et nuls        | Blancs et nuls | 210          | 3,76         |
| Exprimés       | Exprimés              | Exprimés       | 5 381        | 96,24        |

### Canton de Corlay
| Candidats      | Candidats              | Étiquette      | Premier tour | Premier tour | Second tour | Second tour |
| Candidats      | Candidats              | Étiquette      | Voix         | %            | Voix        | %           |
| -------------- | ---------------------- | -------------- | ------------ | ------------ | ----------- | ----------- |
|                | Christian Le Riguier * | UDF            | 960          | 43,34        | 1 105       | 49,73       |
|                | Maurice Le Gallic      | REG            | 532          | 24,02        | 572         | 25,74       |
|                | Gilbert Le Roy         | PS             | 440          | 19,86        | 545         | 24,53       |
|                | Louis Ollivier         | PCF            | 236          | 10,65        |             |             |
|                | Jean-Claude Le Cerf    | FN             | 47           | 2,12         |             |             |
|                |                        |                |              |              |             |             |
| Inscrits       | Inscrits               | Inscrits       | 2 750        | 100,00       | 2 750       | 100,00      |
| Abstention     | Abstention             | Abstention     | 441          | 16,04        | 478         | 17,38       |
| Votants        | Votants                | Votants        | 2 309        | 83,96        | 2 272       | 82,62       |
| Blancs et nuls | Blancs et nuls         | Blancs et nuls | 94           | 4,07         | 50          | 2,20        |
| Exprimés       | Exprimés               | Exprimés       | 2 215        | 95,93        | 2 222       | 97,80       |

*sortant

### Canton de Dinan-Ouest
| Candidats      | Candidats            | Étiquette      | Premier tour | Premier tour | Second tour | Second tour |
| Candidats      | Candidats            | Étiquette      | Voix         | %            | Voix        | %           |
| -------------- | -------------------- | -------------- | ------------ | ------------ | ----------- | ----------- |
|                | René Regnault        | PS             | 3 429        | 31,41        | 4 852       | 48,76       |
|                | André Grignon*       | UDF            | 3 071        | 28,13        | 5 099       | 51,24       |
|                | Alain Hugues         | Verts          | 1 214        | 11,12        |             |             |
|                | Michel Bellis        | DVD            | 980          | 8,98         |             |             |
|                | Charles du Boishamon | FN             | 781          | 7,15         |             |             |
|                | Gérard Blanchard     | DVD            | 560          | 5,13         |             |             |
|                | Christiane Nennot    | PCF            | 462          | 4,23         |             |             |
|                | Jean-Yves Drillet    | REG            | 420          | 3,85         |             |             |
|                |                      |                |              |              |             |             |
| Inscrits       | Inscrits             | Inscrits       | 15 984       | 100,00       | 15 982      | 100,00      |
| Abstention     | Abstention           | Abstention     | 4 361        | 27,28        | 5 226       | 32,70       |
| Votants        | Votants              | Votants        | 11 623       | 72,72        | 10 756      | 67,30       |
| Blancs et nuls | Blancs et nuls       | Blancs et nuls | 706          | 6,07         | 805         | 7,48        |
| Exprimés       | Exprimés             | Exprimés       | 10 917       | 93,93        | 9 951       | 92,52       |

*sortant

### Canton d'Etables-sur-Mer
| Candidats      | Candidats          | Étiquette      | Premier tour | Premier tour |
| Candidats      | Candidats          | Étiquette      | Voix         | %            |
| -------------- | ------------------ | -------------- | ------------ | ------------ |
|                | Marcel Ollitrault* | UDF            | 3 272        | 51,58        |
|                | Philippe Le Goff   | PS             | 944          | 14,88        |
|                | Alain Thomas       | Verts          | 751          | 11,84        |
|                | Annie Blanc        | FN             | 672          | 10,59        |
|                | Paul Meheust       | PCF            | 468          | 7,38         |
|                | Jacques Le Garzic  | PS             | 236          | 3,72         |
|                |                    |                |              |              |
| Inscrits       | Inscrits           | Inscrits       | 9 121        | 100,00       |
| Abstention     | Abstention         | Abstention     | 2 512        | 27,54        |
| Votants        | Votants            | Votants        | 6 609        | 72,46        |
| Blancs et nuls | Blancs et nuls     | Blancs et nuls | 266          | 4,02         |
| Exprimés       | Exprimés           | Exprimés       | 6 343        | 95,98        |

*sortant

### Canton d'Evran
| Candidats      | Candidats           | Étiquette      | Premier tour | Premier tour | Second tour | Second tour |
| Candidats      | Candidats           | Étiquette      | Voix         | %            | Voix        | %           |
| -------------- | ------------------- | -------------- | ------------ | ------------ | ----------- | ----------- |
|                | Robert Noguès*      | PS             | 1 532        | 46,48        | 1 641       | 49,79       |
|                | Francis Reynes      | DVD            | 1 168        | 35,44        | 1 655       | 50,21       |
|                | Martine Lucas       | Verts          | 258          | 7,83         |             |             |
|                | Francois Guinde     | FN             | 175          | 5,31         |             |             |
|                | Jean-Yves de Tanoua | DVD            | 85           | 2,58         |             |             |
|                | Gilles Riviere      | PCF            | 78           | 2,37         |             |             |
|                |                     |                |              |              |             |             |
| Inscrits       | Inscrits            | Inscrits       | 4 503        | 100,00       | 4 503       | 100,00      |
| Abstention     | Abstention          | Abstention     | 1 066        | 23,67        | 1 109       | 24,63       |
| Votants        | Votants             | Votants        | 3 437        | 76,33        | 3 394       | 75,37       |
| Blancs et nuls | Blancs et nuls      | Blancs et nuls | 141          | 4,10         | 98          | 2,89        |
| Exprimés       | Exprimés            | Exprimés       | 3 296        | 95,90        | 3 296       | 97,11       |

*sortant

### Canton de Jugon-les-Lacs
| Candidats      | Candidats       | Étiquette      | Premier tour | Premier tour | Second tour | Second tour |
| Candidats      | Candidats       | Étiquette      | Voix         | %            | Voix        | %           |
| -------------- | --------------- | -------------- | ------------ | ------------ | ----------- | ----------- |
|                | Claudy Lebreton | PS             | 2 089        | 46,67        | 2 539       | 100,00      |
|                | Jean Ikene      | RPR            | 897          | 20,04        | Retrait     | Retrait     |
|                | Daniel Hamon    | PS             | 739          | 16,51        | Retrait     | Retrait     |
|                | Yvette Sauvage  | GE             | 347          | 7,75         |             |             |
|                | Gérard Le Cam   | PCF            | 269          | 6,01         |             |             |
|                | Didier Audet    | FN             | 135          | 3,02         |             |             |
|                |                 |                |              |              |             |             |
| Inscrits       | Inscrits        | Inscrits       | 5 851        | 100,00       | 5 851       | 100,00      |
| Abstention     | Abstention      | Abstention     | 1 189        | 20,32        | 2 352       | 40,20       |
| Votants        | Votants         | Votants        | 4 662        | 79,68        | 3 499       | 59,80       |
| Blancs et nuls | Blancs et nuls  | Blancs et nuls | 186          | 3,99         | 960         | 27,44       |
| Exprimés       | Exprimés        | Exprimés       | 4 476        | 96,01        | 2 539       | 72,56       |

### Canton de Langueux
| Candidats      | Candidats      | Étiquette      | Premier tour | Premier tour | Second tour | Second tour |
| Candidats      | Candidats      | Étiquette      | Voix         | %            | Voix        | %           |
| -------------- | -------------- | -------------- | ------------ | ------------ | ----------- | ----------- |
|                | Michel Lesage* | PS             | 4 235        | 40,03        | 5 057       | 51,87       |
|                | Remy Denieul   | DVD            | 3 728        | 35,24        | 4 693       | 48,13       |
|                | Jean Basset    | EXG            | 1 482        | 14,01        | Retrait     | Retrait     |
|                | Charles Ziak   | FN             | 604          | 5,71         |             |             |
|                | Noel Pelois    | PCF            | 530          | 5,01         |             |             |
|                |                |                |              |              |             |             |
| Inscrits       | Inscrits       | Inscrits       | 14 791       | 100,00       | 14 789      | 100,00      |
| Abstention     | Abstention     | Abstention     | 3 569        | 24,13        | 4 421       | 29,89       |
| Votants        | Votants        | Votants        | 11 222       | 75,87        | 10 368      | 70,11       |
| Blancs et nuls | Blancs et nuls | Blancs et nuls | 643          | 5,73         | 618         | 5,96        |
| Exprimés       | Exprimés       | Exprimés       | 10 579       | 94,27        | 9 750       | 94,04       |

*sortant

### Canton de Loudéac
| Candidats      | Candidats         | Étiquette      | Premier tour | Premier tour | Second tour | Second tour |
| Candidats      | Candidats         | Étiquette      | Voix         | %            | Voix        | %           |
| -------------- | ----------------- | -------------- | ------------ | ------------ | ----------- | ----------- |
|                | Didier Chouat*    | PS             | 2 796        | 35,92        | 3 574       | 44,92       |
|                | Pierre Étienne    | DVD            | 2 309        | 29,66        | 4 383       | 55,08       |
|                | Hervé Guillemin   | RPR            | 1 242        | 15,95        | Retrait     | Retrait     |
|                | Marc Boivin       | Verts          | 430          | 5,52         |             |             |
|                | Gérard Le Gendre  | PCF            | 351          | 4,51         |             |             |
|                | Yves Sauvage      | GE             | 338          | 4,34         |             |             |
|                | Paul-Marie Launay | FN             | 319          | 4,10         |             |             |
|                |                   |                |              |              |             |             |
| Inscrits       | Inscrits          | Inscrits       | 11 078       | 100,00       | 11 075      | 100,00      |
| Abstention     | Abstention        | Abstention     | 2 883        | 26,02        | 2 752       | 24,85       |
| Votants        | Votants           | Votants        | 8 195        | 73,98        | 8 323       | 75,15       |
| Blancs et nuls | Blancs et nuls    | Blancs et nuls | 410          | 5,00         | 366         | 4,40        |
| Exprimés       | Exprimés          | Exprimés       | 7 785        | 95,00        | 7 957       | 95,60       |

*sortant

### Canton de Maël-Carhaix
| Candidats      | Candidats          | Étiquette      | Premier tour | Premier tour | Second tour | Second tour |
| Candidats      | Candidats          | Étiquette      | Voix         | %            | Voix        | %           |
| -------------- | ------------------ | -------------- | ------------ | ------------ | ----------- | ----------- |
|                | Auguste Le Coent * | PCF            | 1 416        | 41,49        | 1 809       | 53,97       |
|                | Pierre Lemoine     | REG            | 967          | 28,33        | 1 543       | 46,03       |
|                | Marie-Renée Oget   | PS             | 639          | 18,72        | Retrait     | Retrait     |
|                | Gilberte Bouarka   | Verts          | 232          | 6,80         |             |             |
|                | Didier Magnien     | FN             | 159          | 4,66         |             |             |
|                |                    |                |              |              |             |             |
| Inscrits       | Inscrits           | Inscrits       | 4 493        | 100,00       | 4 493       | 100,00      |
| Abstention     | Abstention         | Abstention     | 945          | 21,03        | 980         | 21,81       |
| Votants        | Votants            | Votants        | 3 548        | 78,97        | 3 513       | 78,19       |
| Blancs et nuls | Blancs et nuls     | Blancs et nuls | 135          | 3,80         | 161         | 4,58        |
| Exprimés       | Exprimés           | Exprimés       | 3 413        | 96,20        | 3 352       | 95,42       |

*sortant

### Canton de Matignon
| Candidats      | Candidats            | Étiquette      | Premier tour | Premier tour | Second tour | Second tour |
| Candidats      | Candidats            | Étiquette      | Voix         | %            | Voix        | %           |
| -------------- | -------------------- | -------------- | ------------ | ------------ | ----------- | ----------- |
|                | Yves Sabouret*       | UDF            | 2 866        | 40,21        | 3 513       | 49,96       |
|                | Marie-Reine Tillon   | PS             | 2 067        | 29,00        | 3 518       | 50,04       |
|                | Robert Deguillaume   | DVD            | 659          | 9,25         |             |             |
|                | Jacques Le Hénaff    | Verts          | 610          | 8,56         |             |             |
|                | Jean-Claude Bourva   | FN             | 510          | 7,15         |             |             |
|                | Claire Le Corvaisier | PCF            | 416          | 5,84         |             |             |
|                |                      |                |              |              |             |             |
| Inscrits       | Inscrits             | Inscrits       | 10 242       | 100,00       | 10 242      | 100,00      |
| Abstention     | Abstention           | Abstention     | 2 653        | 25,90        | 2 856       | 27,89       |
| Votants        | Votants              | Votants        | 7 589        | 74,10        | 7 386       | 72,11       |
| Blancs et nuls | Blancs et nuls       | Blancs et nuls | 461          | 6,07         | 355         | 4,81        |
| Exprimés       | Exprimés             | Exprimés       | 7 128        | 93,93        | 7 031       | 95,19       |

*sortant

### Canton de Moncontour
| Candidats      | Candidats            | Étiquette      | Premier tour | Premier tour |
| Candidats      | Candidats            | Étiquette      | Voix         | %            |
| -------------- | -------------------- | -------------- | ------------ | ------------ |
|                | Jean-Jacques Bizien* | PS             | 3 277        | 51,00        |
|                | Gilles Formet        | RPR            | 2 400        | 37,35        |
|                | Guy Josselin         | PCF            | 488          | 7,59         |
|                | Andre Bourges        | FN             | 261          | 4,06         |
|                |                      |                |              |              |
| Inscrits       | Inscrits             | Inscrits       | 8 384        | 100,00       |
| Abstention     | Abstention           | Abstention     | 1 672        | 19,94        |
| Votants        | Votants              | Votants        | 6 712        | 80,06        |
| Blancs et nuls | Blancs et nuls       | Blancs et nuls | 286          | 4,26         |
| Exprimés       | Exprimés             | Exprimés       | 6 426        | 95,74        |

*sortant

### Canton de Paimpol
| Candidats      | Candidats         | Étiquette      | Premier tour | Premier tour | Second tour | Second tour |
| Candidats      | Candidats         | Étiquette      | Voix         | %            | Voix        | %           |
| -------------- | ----------------- | -------------- | ------------ | ------------ | ----------- | ----------- |
|                | Jean-Claude Vitel | UDF            | 4 153        | 41,84        | 5 725       | 57,25       |
|                | Louis Conan*      | PS             | 3 445        | 34,71        | 4 275       | 42,75       |
|                | Roger Courland    | Verts          | 829          | 8,35         |             |             |
|                | Michel Le Bideau  | FN             | 604          | 6,09         |             |             |
|                | Yves Ballini      | PCF            | 452          | 4,55         |             |             |
|                | Pierre Morvan     | REG            | 442          | 4,45         |             |             |
|                |                   |                |              |              |             |             |
| Inscrits       | Inscrits          | Inscrits       | 15 027       | 100,00       | 15 027      | 100,00      |
| Abstention     | Abstention        | Abstention     | 4 708        | 31,33        | 4 692       | 31,22       |
| Votants        | Votants           | Votants        | 10 319       | 68,67        | 10 335      | 68,78       |
| Blancs et nuls | Blancs et nuls    | Blancs et nuls | 394          | 3,82         | 335         | 3,24        |
| Exprimés       | Exprimés          | Exprimés       | 9 925        | 96,18        | 10 000      | 96,76       |

*sortant

### Canton de Perros-Guirec
| Candidats      | Candidats           | Étiquette      | Premier tour | Premier tour | Second tour | Second tour |
| Candidats      | Candidats           | Étiquette      | Voix         | %            | Voix        | %           |
| -------------- | ------------------- | -------------- | ------------ | ------------ | ----------- | ----------- |
|                | Léon Le Merdy *     | DVD            | 5 695        | 43,00        | 6 552       | 54,41       |
|                | Pierrick Perrin     | PS             | 3 644        | 27,51        | 5 491       | 45,59       |
|                | Jean-Pierre Trillet | EXG            | 1 520        | 11,48        |             |             |
|                | Guy Drouillard      | PCF            | 1 376        | 10,39        |             |             |
|                | Raymond Blanc       | FN             | 1 010        | 7,63         |             |             |
|                |                     |                |              |              |             |             |
| Inscrits       | Inscrits            | Inscrits       | 19 610       | 100,00       | 19 604      | 100,00      |
| Abstention     | Abstention          | Abstention     | 5 776        | 29,45        | 6 840       | 34,89       |
| Votants        | Votants             | Votants        | 13 834       | 70,55        | 12 764      | 65,11       |
| Blancs et nuls | Blancs et nuls      | Blancs et nuls | 589          | 4,26         | 721         | 5,65        |
| Exprimés       | Exprimés            | Exprimés       | 13 245       | 95,74        | 12 043      | 94,35       |

*sortant

### Canton de Plélan-le-Petit
| Candidats      | Candidats        | Étiquette      | Premier tour | Premier tour |
| Candidats      | Candidats        | Étiquette      | Voix         | %            |
| -------------- | ---------------- | -------------- | ------------ | ------------ |
|                | Prosper Besnard* | PS             | 1 483        | 57,64        |
|                | Daniel Hillion   | DVD            | 530          | 20,60        |
|                | Jean-Louis Paul  | Verts          | 266          | 10,34        |
|                | Jean Buard       | PCF            | 175          | 6,80         |
|                | Jean Briand      | FN             | 119          | 4,62         |
|                |                  |                |              |              |
| Inscrits       | Inscrits         | Inscrits       | 3 501        | 100,00       |
| Abstention     | Abstention       | Abstention     | 725          | 20,71        |
| Votants        | Votants          | Votants        | 2 776        | 79,29        |
| Blancs et nuls | Blancs et nuls   | Blancs et nuls | 203          | 7,31         |
| Exprimés       | Exprimés         | Exprimés       | 2 573        | 92,69        |

*sortant

### Canton de Plérin
| Candidats      | Candidats           | Étiquette      | Premier tour | Premier tour | Second tour | Second tour |
| Candidats      | Candidats           | Étiquette      | Voix         | %            | Voix        | %           |
| -------------- | ------------------- | -------------- | ------------ | ------------ | ----------- | ----------- |
|                | Louis Auffray*      | DVD            | 2 441        | 26,54        | 4 348       | 55,41       |
|                | Paule Quemere       | PS             | 1 514        | 16,46        | 3 499       | 44,59       |
|                | Joseph Got          | RPR            | 1 429        | 15,54        | Retrait     | Retrait     |
|                | Jean-René Louboutin | PCF            | 1 289        | 14,02        |             |             |
|                | Alain Darlet        | Verts          | 1 107        | 12,04        |             |             |
|                | Robert Pedron       | REG            | 733          | 7,97         |             |             |
|                | Pierre Genie        | FN             | 683          | 7,43         |             |             |
|                |                     |                |              |              |             |             |
| Inscrits       | Inscrits            | Inscrits       | 13 648       | 100,00       | 13 648      | 100,00      |
| Abstention     | Abstention          | Abstention     | 3 937        | 28,85        | 5 108       | 37,43       |
| Votants        | Votants             | Votants        | 9 711        | 71,15        | 8 540       | 62,57       |
| Blancs et nuls | Blancs et nuls      | Blancs et nuls | 515          | 5,30         | 693         | 8,11        |
| Exprimés       | Exprimés            | Exprimés       | 9 196        | 94,70        | 7 847       | 91,89       |

*sortant

### Canton de Plestin-les-Grèves
| Candidats      | Candidats        | Étiquette      | Premier tour | Premier tour | Second tour | Second tour |
| Candidats      | Candidats        | Étiquette      | Voix         | %            | Voix        | %           |
| -------------- | ---------------- | -------------- | ------------ | ------------ | ----------- | ----------- |
|                | André Cresseveur | RPR            | 2 365        | 39,25        | 3 214       | 53,88       |
|                | Roger Rioual*    | PCF            | 1 638        | 27,19        | 2 751       | 46,12       |
|                | Joël Le Jeune    | PS             | 1 332        | 22,11        | Retrait     | Retrait     |
|                | Jacques Herrou   | Verts          | 423          | 7,02         |             |             |
|                | André Danielou   | FN             | 267          | 4,43         |             |             |
|                |                  |                |              |              |             |             |
| Inscrits       | Inscrits         | Inscrits       | 7 439        | 100,00       | 7 438       | 100,00      |
| Abstention     | Abstention       | Abstention     | 1 199        | 16,12        | 1 198       | 16,11       |
| Votants        | Votants          | Votants        | 6 240        | 83,88        | 6 240       | 83,89       |
| Blancs et nuls | Blancs et nuls   | Blancs et nuls | 215          | 3,45         | 275         | 4,41        |
| Exprimés       | Exprimés         | Exprimés       | 6 025        | 96,55        | 5 965       | 95,59       |

*sortant

### Canton de Plouagat
| Candidats      | Candidats            | Étiquette      | Premier tour | Premier tour | Second tour | Second tour |
| Candidats      | Candidats            | Étiquette      | Voix         | %            | Voix        | %           |
| -------------- | -------------------- | -------------- | ------------ | ------------ | ----------- | ----------- |
|                | Jean-Pierre Le Goux  | DVD            | 1 533        | 47,15        | 1 768       | 58,74       |
|                | Yves Bienvenu        | PS             | 875          | 26,91        | 1 242       | 41,26       |
|                | Bernard Prigent      | Verts          | 369          | 11,35        |             |             |
|                | Hervé Thouement      | PCF            | 269          | 8,27         |             |             |
|                | Jean-Claude Lefeuvre | FN             | 152          | 4,68         |             |             |
|                | Jean-Michel Tilly    | REG            | 53           | 1,63         |             |             |
|                |                      |                |              |              |             |             |
| Inscrits       | Inscrits             | Inscrits       | 4 194        | 100,00       | 4 193       | 100,00      |
| Abstention     | Abstention           | Abstention     | 832          | 19,84        | 1 054       | 25,14       |
| Votants        | Votants              | Votants        | 3 362        | 80,16        | 3 139       | 74,86       |
| Blancs et nuls | Blancs et nuls       | Blancs et nuls | 111          | 3,30         | 129         | 4,11        |
| Exprimés       | Exprimés             | Exprimés       | 3 251        | 96,70        | 3 010       | 95,89       |

### Canton de Ploubalay
| Candidats      | Candidats          | Étiquette      | Premier tour | Premier tour |
| Candidats      | Candidats          | Étiquette      | Voix         | %            |
| -------------- | ------------------ | -------------- | ------------ | ------------ |
|                | Charles Josselin*  | PS             | 2 605        | 51,08        |
|                | Bernard Fournier   | UDF            | 1 404        | 27,53        |
|                | Genevieve Olivreau | FN             | 359          | 7,04         |
|                | Bernard Hesry      | GE             | 312          | 6,12         |
|                | Anne-Marie Barbaza | Verts          | 283          | 5,55         |
|                | Michel Pilmann     | PCF            | 137          | 2,69         |
|                |                    |                |              |              |
| Inscrits       | Inscrits           | Inscrits       | 6 863        | 100,00       |
| Abstention     | Abstention         | Abstention     | 1 495        | 21,78        |
| Votants        | Votants            | Votants        | 5 368        | 78,22        |
| Blancs et nuls | Blancs et nuls     | Blancs et nuls | 268          | 4,99         |
| Exprimés       | Exprimés           | Exprimés       | 5 100        | 95,01        |

*sortant

### Canton de Plouha
| Candidats      | Candidats            | Étiquette      | Premier tour | Premier tour | Second tour | Second tour |
| Candidats      | Candidats            | Étiquette      | Voix         | %            | Voix        | %           |
| -------------- | -------------------- | -------------- | ------------ | ------------ | ----------- | ----------- |
|                | Jean Derrien*        | PS             | 1 701        | 44,12        | 2 055       | 54,18       |
|                | Jean-Claude Le Guen  | DVD            | 1 162        | 30,14        | 1 738       | 45,82       |
|                | Hubert Le Pivert     | Verts          | 253          | 6,56         |             |             |
|                | Regis Saint-Jouan De | FN             | 226          | 5,86         |             |             |
|                | Yvon Fichou          | REG            | 213          | 5,53         |             |             |
|                | Annick Landemaine    | DVD            | 188          | 4,88         |             |             |
|                | Pierre Dufour        | PCF            | 112          | 2,91         |             |             |
|                |                      |                |              |              |             |             |
| Inscrits       | Inscrits             | Inscrits       | 5 230        | 100,00       | 5 230       | 100,00      |
| Abstention     | Abstention           | Abstention     | 1 227        | 23,46        | 1 300       | 24,86       |
| Votants        | Votants              | Votants        | 4 003        | 76,54        | 3 930       | 75,14       |
| Blancs et nuls | Blancs et nuls       | Blancs et nuls | 148          | 3,70         | 137         | 3,49        |
| Exprimés       | Exprimés             | Exprimés       | 3 855        | 96,30        | 3 793       | 96,51       |

*sortant

### Canton de Pontrieux
| Candidats      | Candidats          | Étiquette      | Premier tour | Premier tour |
| Candidats      | Candidats          | Étiquette      | Voix         | %            |
| -------------- | ------------------ | -------------- | ------------ | ------------ |
|                | Yves Le Mouer      | UDF            | 2 366        | 58,08        |
|                | Ivan Guezennec     | PS             | 1 430        | 35,10        |
|                | Laurent Quentin    | PCF            | 169          | 4,15         |
|                | Marie-Claude Genie | FN             | 109          | 2,68         |
|                |                    |                |              |              |
| Inscrits       | Inscrits           | Inscrits       | 5 165        | 100,00       |
| Abstention     | Abstention         | Abstention     | 905          | 17,52        |
| Votants        | Votants            | Votants        | 4 260        | 82,48        |
| Blancs et nuls | Blancs et nuls     | Blancs et nuls | 186          | 4,37         |
| Exprimés       | Exprimés           | Exprimés       | 4 074        | 95,63        |

### Canton de La Roche-Derrien
| Candidats      | Candidats           | Étiquette      | Premier tour | Premier tour |
| Candidats      | Candidats           | Étiquette      | Voix         | %            |
| -------------- | ------------------- | -------------- | ------------ | ------------ |
|                | Pierre-Yvon Trémel* | PS             | 1 845        | 56,58        |
|                | Alain Lahellec      | UDF            | 642          | 19,69        |
|                | Yves Desormeaux     | Verts          | 316          | 9,69         |
|                | Serge Paris         | FN             | 193          | 5,92         |
|                | Gilbert Priol       | REG            | 146          | 4,48         |
|                | Thomas Hillion      | PCF            | 119          | 3,65         |
|                |                     |                |              |              |
| Inscrits       | Inscrits            | Inscrits       | 4 327        | 100,00       |
| Abstention     | Abstention          | Abstention     | 909          | 21,01        |
| Votants        | Votants             | Votants        | 3 418        | 78,99        |
| Blancs et nuls | Blancs et nuls      | Blancs et nuls | 157          | 4,59         |
| Exprimés       | Exprimés            | Exprimés       | 3 261        | 95,41        |

*sortant

### Canton de Rostrenen
| Candidats      | Candidats           | Étiquette      | Premier tour | Premier tour | Second tour | Second tour |
| Candidats      | Candidats           | Étiquette      | Voix         | %            | Voix        | %           |
| -------------- | ------------------- | -------------- | ------------ | ------------ | ----------- | ----------- |
|                | Pierre Le Gouez     | DVD            | 1 346        | 24,13        | 3 108       | 55,64       |
|                | Michel Quinio       | PCF            | 1 160        | 20,79        | 2 478       | 44,36       |
|                | Marie-Paule Donniou | DVD            | 906          | 16,24        | Retrait     | Retrait     |
|                | Gildas Bouder       | PS             | 761          | 13,64        | Retrait     | Retrait     |
|                | René Quilliou       | PS             | 563          | 10,09        |             |             |
|                | Dominique Jouve     | Verts          | 438          | 7,85         |             |             |
|                | Aimé Le Duigou      | DVD            | 232          | 4,16         |             |             |
|                | Juliette Ziak       | FN             | 173          | 3,10         |             |             |
|                |                     |                |              |              |             |             |
| Inscrits       | Inscrits            | Inscrits       | 7 177        | 100,00       | 7 172       | 100,00      |
| Abstention     | Abstention          | Abstention     | 1 395        | 19,44        | 1 305       | 18,20       |
| Votants        | Votants             | Votants        | 5 782        | 80,56        | 5 867       | 81,80       |
| Blancs et nuls | Blancs et nuls      | Blancs et nuls | 203          | 3,51         | 281         | 4,79        |
| Exprimés       | Exprimés            | Exprimés       | 5 579        | 96,49        | 5 586       | 95,21       |

### Canton de Saint-Brieuc-Ouest
| Candidats      | Candidats        | Étiquette      | Premier tour | Premier tour | Second tour | Second tour |
| Candidats      | Candidats        | Étiquette      | Voix         | %            | Voix        | %           |
| -------------- | ---------------- | -------------- | ------------ | ------------ | ----------- | ----------- |
|                | Bruno Joncour*   | UDF            | 2 645        | 35,75        | 3 102       | 47,09       |
|                | Michel Bremont   | PS             | 1 755        | 23,72        | 2 314       | 35,12       |
|                | Jacques Mangold  | Verts          | 1 198        | 16,19        | 1 172       | 17,79       |
|                | Michel Fraboulet | PCF            | 986          | 13,33        | Retrait     | Retrait     |
|                | Nicole Camelin   | FN             | 585          | 7,91         |             |             |
|                | Michel Corlay    | REG            | 229          | 3,10         |             |             |
|                |                  |                |              |              |             |             |
| Inscrits       | Inscrits         | Inscrits       | 11 298       | 100,00       | 11 292      | 100,00      |
| Abstention     | Abstention       | Abstention     | 3 598        | 31,85        | 4 444       | 39,36       |
| Votants        | Votants          | Votants        | 7 700        | 68,15        | 6 848       | 60,64       |
| Blancs et nuls | Blancs et nuls   | Blancs et nuls | 302          | 3,92         | 260         | 3,80        |
| Exprimés       | Exprimés         | Exprimés       | 7 398        | 96,08        | 6 588       | 96,20       |

*sortant

### Canton de Saint-Nicolas-du-Pelem
| Candidats      | Candidats                    | Étiquette      | Premier tour | Premier tour | Second tour | Second tour |
| Candidats      | Candidats                    | Étiquette      | Voix         | %            | Voix        | %           |
| -------------- | ---------------------------- | -------------- | ------------ | ------------ | ----------- | ----------- |
|                | Yves Le Rudulier*            | DVD            | 912          | 33,01        | 1 392       | 49,75       |
|                | Léa Nicolas                  | PCF            | 731          | 26,46        | 1 406       | 50,25       |
|                | Michel Priziac               | PS             | 539          | 19,51        | Retrait     | Retrait     |
|                | Louis Le Morzedec            | PS             | 504          | 18,24        | Retrait     | Retrait     |
|                | Myriam Fraval de Coatparquet | FN             | 77           | 2,79         |             |             |
|                |                              |                |              |              |             |             |
| Inscrits       | Inscrits                     | Inscrits       | 3 589        | 100,00       | 3 588       | 100,00      |
| Abstention     | Abstention                   | Abstention     | 721          | 20,09        | 678         | 18,90       |
| Votants        | Votants                      | Votants        | 2 868        | 79,91        | 2 910       | 81,10       |
| Blancs et nuls | Blancs et nuls               | Blancs et nuls | 105          | 3,66         | 112         | 3,85        |
| Exprimés       | Exprimés                     | Exprimés       | 2 763        | 96,34        | 2 798       | 96,15       |

*sortant